# Mariette Manktelow
Mariette Elisabet Manktelow, född Steiner 5 november 1960, är en svensk botaniker och Linnéexpert.

## Biografi
Manktelow växte upp vid Linnés Hammarby där hon genomförde den första fullständiga botaniska inventeringen. 
Manktelow utbildade sig vid Uppsala universitet, där hon ingick i Olov och Inga Hedbergs afrobotaniska forskargrupp. Hon disputerade för filosofie doktorsgraden vid Uppsala universitet 1996 på avhandlingen Phaulopsis (Acanthaceae) - a monograph. Tillsammans med Karin Gerhardt genomförde hon 1985 den första botaniska inventeringen av Gedi National Park i Kenya och iordningställde där en naturstig för skolbarn, samt deltog i den svensk-ungersk-tanzaniska Usambara Rain Forest Expedition 1986 som expert på familjen Acanthaceae. Hon gjorde sin postdoc vid University of Arizona, USA, hos professor Lucinda McDade. 
Manktelow upptäckte 2001 en ny blomstruktur, the filament curtain, som är en unik morfologisk synapomorfi för sektionen Ruellieae i växtfamiljen Acanthaceae. Hon har beskrivit och gett namn till åtta arter och tre underarter nya för vetenskapen. Den standardiserade auktorsförkortningen Mankt. ska användas för att citera henne som auktor. Manktelow har identifierat det linneanska biologiska kulturarvet kring Uppsala och i Råshult. Hon forskade vid Uppsala universitet på Linné som lärare och grundade där kursen Carl von Linné, och var projektkoordinator för Linnéjubileet 2007 i Uppsala kommun.
Manktelow har bidragit till bevarandet av linneanska marker kring Uppsala, bland annat kulturreservatet Linnés Hammarby och Herbationes Upsalienses, genom sitt projekt Linnés Historiska Landskap. Hon har skrivit en bok om kvinnliga botaniker Kvinnorna kring Linné och grundat Gränby Linnéminne i Uppsala till minne av dem samt skrivit konceptet för den svenska världsarvsnomineringen The Rise of Systematic Biology och varit vice ordförande i Svenska Linnésällskapet. Manktelow har i sina uppdrag varit vetenskaplig folkbildare och valdes därför till ledamot i styrelsen för Sveriges Radio 2010 till 2012. Hon är Fellow of the Linnean Society of London och är en av grundarna till Sällskapet Linnés Hammarby. I årsboken "Uppland" 2024 publicerade hon en kommenterad översättning av A N Fornanders "Herbationes Upsalienses" (1753) och en undersökning om Linné-herbationernas geografi.
Manktelow var nationell koordinator i Svenska kyrkan för Reformationsåret 2017. Hon är aktiv i Uppsala baptistförsamling och Alsike klosterbys vänner. 
Manktelow arbetar 2020 på Sveriges lantbruksuniversitet som samverkanskoordinator och stöd till universitetsledningen.
Hon var från 1992 till 2005 gift med Stephen Manktelow och de har två barn. Hon härstammar från Christian von Vogelsang, har varit ledamot i Vogelsangska släktstiftelsen och har grundat Släktföreningen von Vogelsang.

## Utmärkelser
- Henry Rufelts Stipendium – 1982. Årets bästa biologistudent
- Den gyllene pekpinnen – 1997. Biologistudenternas pris till årets bästa lärare
- Linnéstipendium – 2003. För identifieringen av Linnés Hammarbys biologiska kulturarv. Upsala Nya Tidning
- Silvermedalj – 2007. Av Anders Björk för arbetet som projektkoordinator under Linnéjubileet.
- Hedersledamot av Upplands studentnation – 2009.
- Bjurzons pris – 2014. För populärvetenskaplig spridning av botanisk forskning.
- Guldmedalj till Gregory Demidovs minne från Solikamsk, Ryssland– 2014. För främjande av den linneanska relationen Uppsala-Solikamsk.>
- Naturvårdspris från Georg Sjöbergs fond för främjande av Sveriges tentativa världsarv The Rise of Systematic Biolog – 2016. Av Svenska Naturskyddsföreningen.
- Hedersledamot i Släktföreningen Carl von Linné – sedan 2018.